# Championnats du monde de tennis de table 1953
Navigation
Édition précédente Édition suivante
Les championnats du monde de tennis de table 1953, vingtième édition des championnats du monde de tennis de table, ont lieu du 20 au 29 mars 1953 à Bucarest, en Roumanie.
Le titre messieurs est remporté par le hongrois Ferenc Sidó.